# أيدا توليدو
أيدا توليدو (بالإسبانية: Aida Toledo)‏ هي كاتِبة وشاعرة غواتيمالية، ولدت في 1952.